# Quintinus (Heiliger)

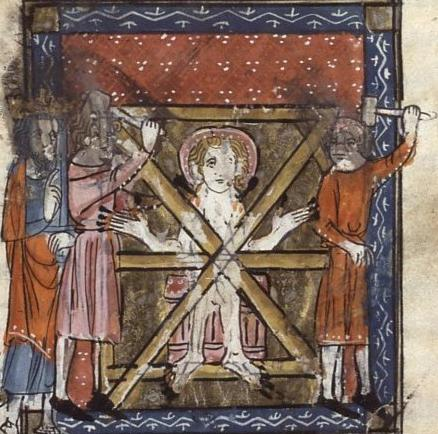
Martyrium des hl. Quintinus (14. Jh.)

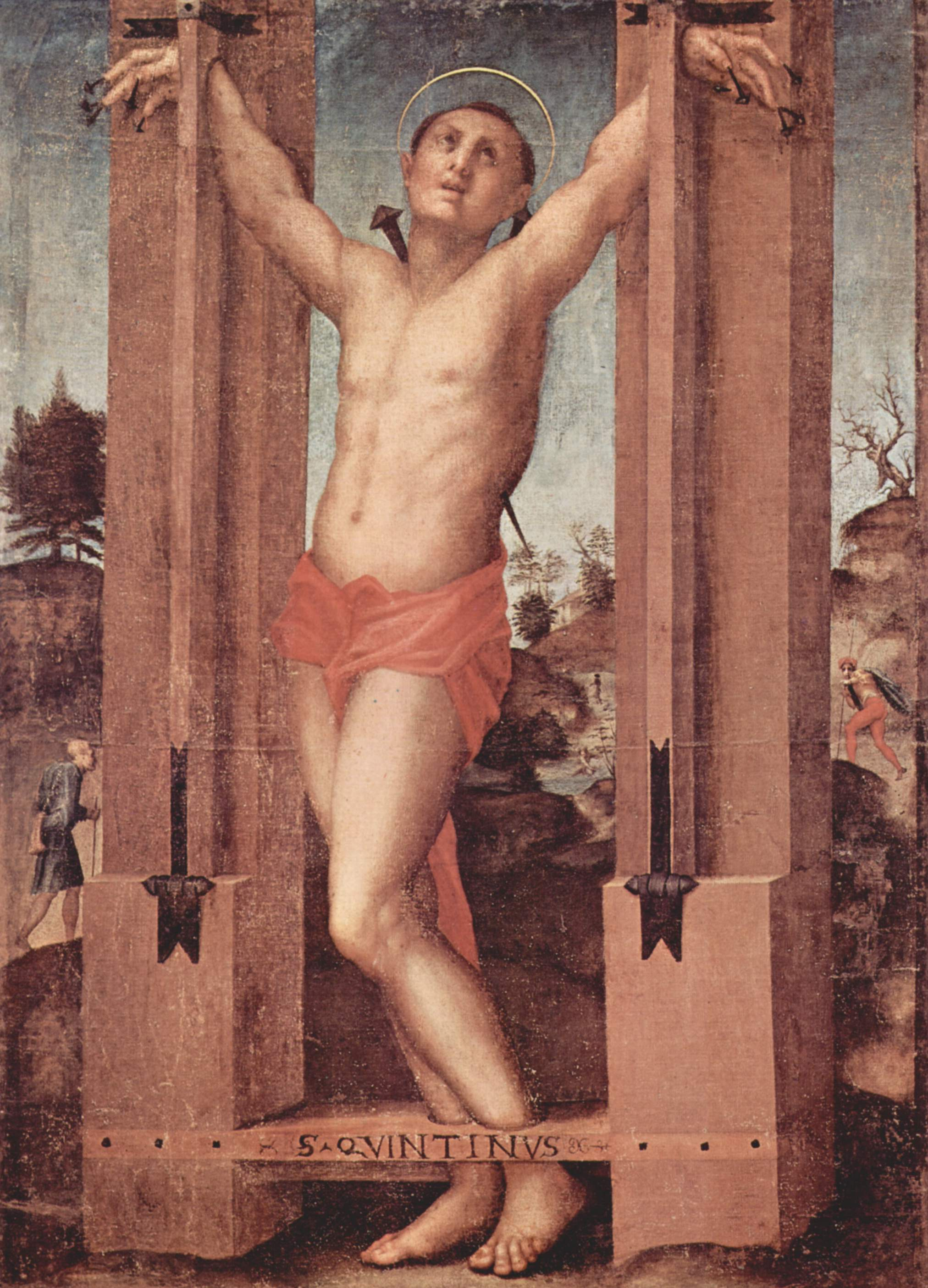
Jacopo Pontormo: Martyrium des hl. Quintinus (um 1517)

St. Quintin im Wappen von Karbach (Hunsrück)

Quintin(us) (frz./engl. Quentin, ndl. Quinten, auch Kwinten) war ein Märtyrer des 3. Jahrhunderts, über dessen genaue Lebensumstände nur wenig bekannt ist. Als Ort seines Todes gilt Saint-Quentin in der Picardie, dessen Stadtheiliger er ist. Sein Gedenktag ist der 31. Oktober.

## Vita
Schon die älteste schriftliche Überlieferung (Passio) aus dem 7. Jahrhundert ist legendenhaft und historisch unzuverlässig; sie erfuhr im Laufe der Zeit zahlreiche Bearbeitungen. Quintinius war ein römischer Bürger, der ab dem Jahr 245 in Gallien, besonders in der Gegend um Amiens, zusammen mit Lucianus von Beauvais missioniert und zur Zeit der Kaiser Diokletian und Maximian in Gallien den Märtyrertod erlitten haben soll. Seine sterblichen Überreste wurden in die Somme geworfen.

## Verehrung
Eine blinde römische Adlige namens Eusebia soll die Gebeine in ein Gebetshaus gebracht haben, das im 5. Jahrhundert erweitert wurde; heute steht dort die Basilika Saint-Quentin. Durch Gregor von Tours († 594) ist seit dem 6. Jahrhundert eine starke Verehrung bezeugt, die sich im Mittelalter in ganz Frankreich, Belgien und West-Deutschland ausbreitete. Im Jahr 641 fand Bischof Eligius von Noyon seine Reliquien und ließ ein aufwändiges Grabmal errichten. Während der Normanneneinfälle wurden seine Gebeine nach Laon gebracht. Nach Quintinus sind eine Reihe Orte und Kirchen, vor allem in Frankreich benannt.

## Darstellung
Zahlreiche Darstellungen seines Martyriums sind seit dem Spätmittelalter bekannt; er soll u. a. an ein hölzernes Gestell gebunden und mit Nägeln traktiert worden sein.